# ADF-Konflikt
Der ADF-Konflikt ist ein andauernder bewaffneter Konflikt, verursacht durch den Aufstand der Allied Democratic Forces gegen die Regierungen von Uganda und der Demokratischen Republik Kongo. Der Konflikt begann mit den ersten Anschlägen 1995, eine Verschärfung des Aufstands führte seit 2013 zu hunderten Toten. Derzeit soll die Miliz mehrere, in Staatsform aufgebaute Lager kontrollieren.

## Hintergrund und Entstehung
Jamil Mukulu, ein ultra-konservativer, der Tablighi Jamaat angehöriger ugandischer Muslim, gründete die ADF im Jahr 1989. Der als David Steven geborene Mukulu war getaufter Katholik, konvertierte jedoch zum Islam, nahm einen muslimischen Namen an und radikalisierte sich. Er soll in den 1990ern in Khartum im Sudan persönlichen Kontakt zu Osama bin Laden unterhalten haben.
Nach dem Niedergang der Diktatur Idi Amins schloss sich die ADF mit einer weiteren Rebellengruppe, der National Army for the Liberation of Uganda (NALU) zusammen. Das Ziel der „ADF-Nalu“ war, die Regierung Ugandas zu stürzen und einen islamisch-fundamentalistischen Gottesstaat zu errichten. Die ADF rekrutierte sowohl Freiwillige aus Tansania und Somalia als auch ehemalige ugandische Soldaten.
Die Gruppe finanziert sich durch illegale Holz- und Bergbauindustrie und errichtete 15 Camps im Ruwenzori-Gebirge im Grenzgebiet zwischen Uganda und dem Kongo.

Laut dem Geheimdienst erhielt die ADF Hilfe von der al-Shabaab-Miliz und der Lord’s Resistance Army, einer weiteren ugandischen Rebellengruppe, in Form von Trainings und logistischer Hilfe. Darüber hinaus wurde die ADF mutmaßlich vom sudanesischen Politiker Hasan at-Turabi und Mobutu Sese Seko, dem ehemaligen Präsidenten der Demokratischen Republik Kongo, unterstützt.

Die Rebellengruppe verübte im Jahr 1995 die ersten Anschläge, anschließend verschlimmerte der Konflikt sich zunehmend und fand im Angriff auf das Kichwamba Technical College 1998 seinen Höhepunkt. Dabei wurden 80 Personen getötet und 80 weitere entführt. Durch den steigenden militärischen Druck der ugandischen Armee verlagerte sich der Konflikt in den Osten der Demokratischen Republik Kongo und verlor an Intensität. Im Jahr 2013 flammte der Konflikt wieder auf, die ADF verübte wieder mehr Angriffe und rekrutierte viele Kämpfer.